# Gaston de Galliffet
Gaston de Galliffet, marquis, prince de Martigues, né à Paris le 23 janvier 1831 et mort dans cette même ville le 9 juillet 1909, est un général de division français, grand-croix de la Légion d'honneur et médaillé militaire.
Officier de cavalerie qui s'est illustré durant l'expédition du Mexique, puis lors de la guerre de 1870 où il mène une charge héroïque de cavalerie à Sedan, il réprime brutalement la Commune de Paris en mai 1871 au cours de la semaine sanglante. Il participe par la suite à la réorganisation de l’armée après la guerre franco-allemande de 1870. Commandant de corps d'armée, et président du Comité de cavalerie de 1881 et 1885, il
rénove la cavalerie française et en fait en quelques années la première d'Europe. Membre du Conseil supérieur de la guerre puis ministre de la Guerre dans le gouvernement de gauche de Waldeck-Rousseau en 1899-1900, il suit à ce titre une politique d’apaisement au cours de l'affaire Dreyfus.

## Biographie

### Famille
Il est issu de la famille de Galliffet. Né dans une famille de militaires en partie ruinée par la Révolution, petit-fils d'Auguste-Joseph Baude de la Vieuville, il est élevé très durement par un père qui le met très tôt en pension. Après de médiocres études et l’obtention de son baccalauréat ès lettres (1846), il s’engage le 22 avril 1848 dans la cavalerie légère. Il est brigadier le 3 octobre 1849 puis sous-officier le 13 décembre 1850. Il devient sous-lieutenant en 1853, est nommé au régiment des guides, garde personnelle de Napoléon III, et fait chevalier de la Légion d'honneur.
Par la suite, plus intéressé par la vie mondaine, le jeu et les femmes que par la carrière militaire et, en 1854, ayant hérité de ses parents une petite fortune, des titres de marquis de Gallifet et de prince de Martigues, il songe à démissionner de l’armée. 
Il épouse en octobre 1859 Florence Georgina Laffitte, fille du comte Charles Laffitte et petite-nièce du banquier Jacques Laffitte.  Ils ont trois enfants, Charles (1860-1905), d'où Jacqueline (1903-1942) qui épouse en 1926 René de Rochechouart de Mortemart, Marguerite (1863-1898), qui épouse Alexandre Seillière, et Gaston.
Il dépense alors sans compter et vit avec faste, la plupart du temps à Paris.

### Un brillant officier
Il sert cependant avec éclat durant la guerre de Crimée au régiment des guides de la Garde Impériale. Le 15 juin 1855 il est cité à l'ordre de l'Armée comme s'étant particulièrement distingué dans l'enlèvement de vive force des redoutes russes en avant de Sébastopol.
Lieutenant en 1857, il est envoyé en Algérie et prend part à toutes les expéditions de la période. 
Il sert ensuite lors de la campagne d'Italie en 1859. 
Capitaine en 1860 au  2e spahis à Mascara, il est nommé, la même année, officier d'ordonnance de l'Empereur Napoléon III.
Il est également conseiller général du canton de Martigues (Bouches-du-Rhône).
Chef d'escadron le 24 juillet 1863 au  1er régiment de hussards, il sert à nouveau en Algérie à Tlemcen et est promu officier de la Légion d'honneur.
Nommé successivement au  6e hussards, puis  12e chasseurs, il participe à l'expédition du Mexique et est cité à l'ordre du corps expéditionnaire le 2 avril 1863 comme ayant rendu, alors qu'il remplissait les fonctions d'aide-major des tranchées, des services signalés lors de la prise du couvent de Guadalupe dans la nuit du 31 mars au 1er avril.
Le 19 avril 1863 il est très grièvement blessé au ventre lors du siège de Puebla dans l'attaque contre le cadre 29, obligé de « porter ses tripes dans son képi » comme il le racontera plus tard. Apprenant sa grave blessure à la fin d'un déjeuner, l'impératrice Eugénie dont il fut le favori, aurait alors, selon un de ses biographes, "juré de ne plus manger de sorbets tant qu'il ne serait pas guéri". Il portera désormais une plaque d'argent au ventre.
C'est lui qui ramène en France les drapeaux pris à l'ennemi. Rétabli, il retourne au Mexique et remplace à la tête de la contre-guérilla française le colonel Charles-Louis Du Pin. Il est promu au grade de lieutenant-colonel le 17 juin 1865 et cité une nouvelle fois à l'ordre du corps expéditionnaire le 24 février 1867, pour avoir donné une impulsion ferme et intelligente à toutes les opérations de la contre-guérilla et avoir conduit l'affaire de Medellin,, le 7 janvier 1867 avec un coup d'œil et une vigueur remarquables.
Il est promu le 14 août 1867 au grade de colonel du 3e Régiment de chasseurs d'Afrique.
Il participe à la guerre de 1870 et est admis en 1re section des officiers généraux avec le grade de général de brigade le 30 août 1870. Il commande la brigade de chasseurs d'Afrique (1er et 3e régiments) de la division de cavalerie Margueritte  qui charge héroïquement à Sedan, au calvaire d’Illy, pour tenter de briser l’étau, faisant l'admiration du roi de Prusse qui prononcera une phrase devenue historique (« Ah, les braves gens ! »), mais il est fait prisonnier.

### Répression de la Commune de Paris
À l'issue de sa captivité à Coblence, il retourne en France en mars 1871 pour commander une brigade de cavalerie de l'armée de Versailles et participe aux opérations contre la Commune où il se distingue par sa férocité envers les insurgés et gagne le surnom du « Marquis aux talons rouges » ou « Massacreur de la Commune » lors de la tragique Semaine Sanglante. Regardant passer les prisonniers communards se dirigeant sur Versailles, « la badine à la main, il sélectionne ses victimes d'une manière absolument arbitraire, sur leur mine ». Un jour, il ordonne : « Que ceux qui ont des cheveux gris sortent des rangs ! » ; 111 captifs s'avancent. « Vous, leur dit-il, vous avez vu juin 1848, vous êtes plus coupables que les autres ! » ; il les fait mitrailler dans les fossés des fortifications,.
Marcel Gouzil indique que ces exécutions sommaires ont eu lieu « un dimanche de Pâques dans les fossés de Passy ».
« On estime à 3 000 le nombre de ses victimes, car il s'octroyait un droit de vie ou de mort ; selon son bon plaisir, il « prélevait » sur les convois de prisonniers la dime du sang […]. Ses victimes étaient choisies de préférence parmi les vieillards ou les blessés,. »
Cependant, selon les dernières études historiques (2014), il n'y eut pas plus de 77, voire 200 morts, et les généraux Cissey et Vinoy en firent bien plus.[réf. nécessaire]
Ces actes inspirèrent à Georges Clemenceau ce mot terrible : « Galliffet n'a pas fusillé de prisonniers depuis plus de vingt ans. Monotone, la vie. Quelles joies nous resteront, bientôt ? »
À Henri Rochefort, journaliste, qui lui dit : « Je suis le seul Communard que vous n'ayez pas fait fusiller ! », Galliffet répond : « Ce sera le regret de toute ma vie ! »[réf. nécessaire]

### Commandant de corps d'armée et membre du CSG
Galliffet commande ensuite la subdivision de Batna puis la 31e brigade de 1874 à 1875 et est promu commandeur de la Légion d'Honneur en 1873.
Général de division le 3 mai 1875, il commande la  15e Division de 1876 à 1878, puis le  9e Corps d'Armée de 1879 à 1881.
Il obtint une voix (sur 669) à l'élection présidentielle de 1879.
Élevé à la dignité de grand officier de la Légion d'Honneur en 1880, il est distingué par Léon Gambetta et nommé gouverneur de Paris. 
Il commande ensuite le  12e corps d'armée de 1882 à 1886. 
Président du Comité de cavalerie de 1881 à 1885, il réorganise la cavalerie française et en fait la première d'Europe. 
Il est fait grand croix de la Légion d'Honneur le 12 juillet 1887. 
Il est membre du Conseil supérieur de la guerre (CSG) de 1882 à 1894 et décoré de la médaille militaire le 17 septembre 1891.
Il est aussi inspecteur général de l’École d’application de cavalerie, de la section de cavalerie de l’École spéciale militaire et du manège de l’École de Guerre, et directeur permanent des manœuvres de cavalerie.

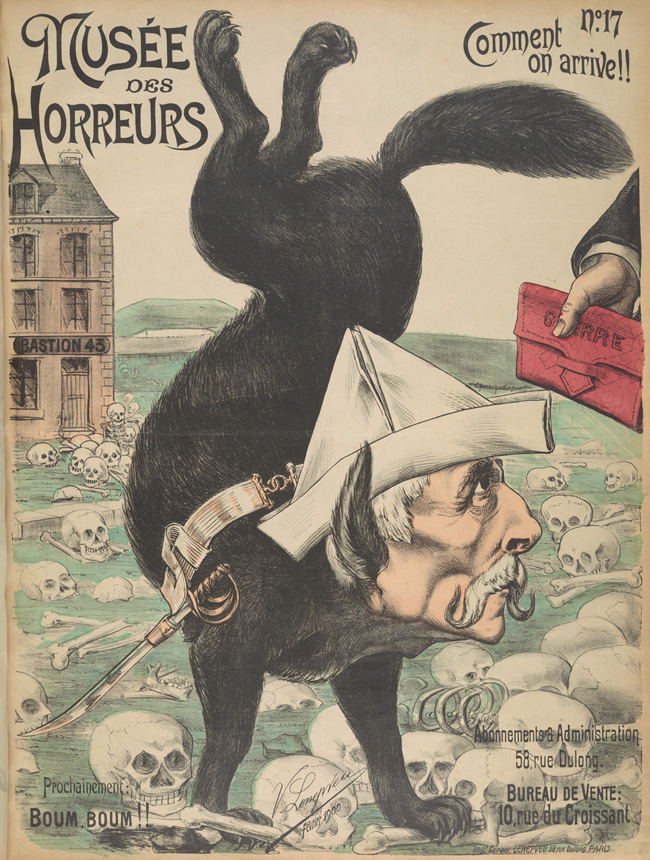
Caricature antidreyfusarde de Gaston de Gallifet, alors ministre de la Guerre (Musée des Horreurs no 17, février 1900). Les ossements sont une référence aux morts de la Commune de Paris.

### Ministre de la Guerre

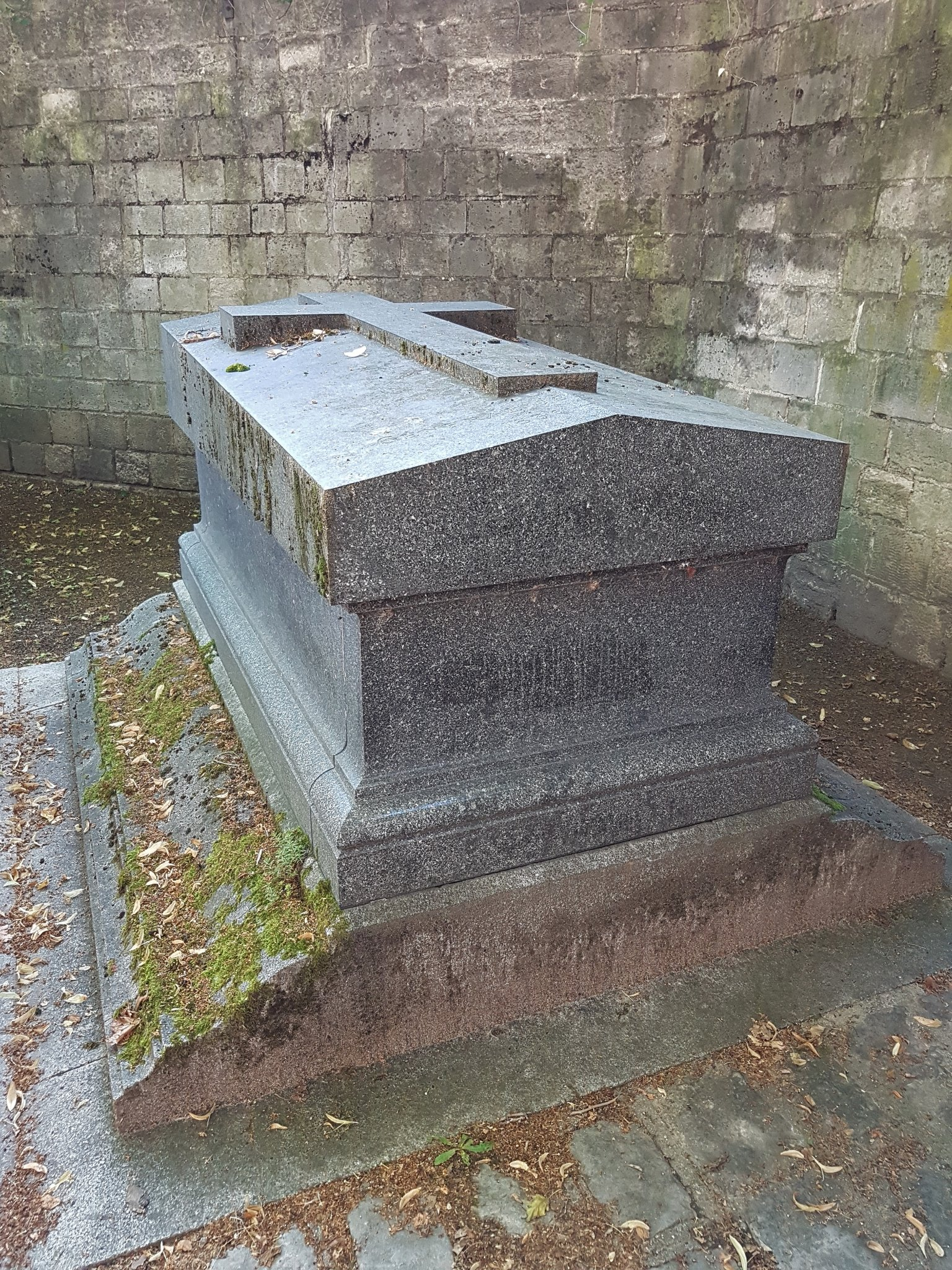
Sépulture au cimetière du Montparnasse.

En 1898, peu avant sa nomination au ministère de la guerre, il vient défendre son ancien subordonné Marie-Georges Picquart, l'un des protagonistes de l'affaire Dreyfus, mis en cause devant le conseil de guerre. Peu après, c'est à ce militaire à la retraite, à la réputation sulfureuse, que Pierre Waldeck-Rousseau confie le ministère de la Guerre dans son gouvernement dit de « Défense républicaine » constitué le 22 juin 1899 à la suite de la crise de régime consécutive à l'Affaire : son républicanisme et son opportunisme d'un côté, sa réputation de « bourreau de la Commune » de l'autre côté, faisant paradoxalement de ce personnage, original, détesté de tous les bords, un homme sûr et prêt à appliquer des décisions impopulaires pour l'armée.
Son cynisme provocant est tout entier dans sa réponse provocante aux députés de gauche qui l'accueillaient à son entrée  dans l'hémicycle en criant « Assassin ! » : « Assassin ? Présent ! »
Dans une lettre à Marie de Castellane, princesse Radziwill, qui vivait à Berlin, il dit être « convaincu de l'innocence du capitaine, mais obligé de "suivre"… ».
C'est cependant lui qui décide de demander la révision du procès de Dreyfus, dont la réhabilitation avait été soutenue par Émile Zola. Ainsi, le 21 septembre 1899, il peut déclarer à la Chambre à propos de l'affaire Dreyfus, à la suite de la grâce présidentielle de celui-ci et de sa remise en liberté : « l'incident est clos. »
Sa carrière ministérielle s'achève par sa démission le 29 mai 1900 du fait de critiques du président du Conseil sur certains membres de son administration.
Son successeur au portefeuille de la Guerre est le général Louis André qui poursuivra efficacement, mais plus maladroitement, sa politique de « républicanisation » de l'armée.
Habitué des salons de Laure de Chevigné et de la comtesse Greffulhe (modèles de la duchesse de Guermantes), familier de nombreux souverains européens, allant jusqu'à jouer dans des pièces de théâtre, Galliffet inspire à Marcel Proust le vaniteux personnage du général de Froberville dans À la recherche du temps perdu.
Mort en 1909 à Paris, il est inhumé au cimetière du Montparnasse (21e division).

## Autres informations
Il est représenté sur le tableau Le Cercle de la rue Royale (James Tissot, 1868).
Il est partie requérante à l’affaire du canal de Craponne, que la Cour de cassation conclut par un grand arrêt confirmant la force obligatoire du contrat même en cas d’imprévision.
Il est évoqué dans le film danois Le Festin de Babette, réalisé par Gabriel Axel et sorti en 1987, où son attitude pendant la Commune de Paris détermine l'exil de Babette au Danemark.

## Décorations
- Médaille militaire (17 septembre 1891)
- Grand-croix de la Légion d'honneur (12 juillet 1887)